# The Apprentice (filme)
The Apprentice (prt: The Apprentice – A História de Trump; bra: O Aprendiz) é um filme biográfico de produção independente de 2024 que examina a carreira de Donald Trump como empresário imobiliário na cidade de Nova York nas décadas de 1970 e 1980, incluindo seu relacionamento com o advogado Roy Cohn. Dirigido por Ali Abbasi e escrito por Gabriel Sherman, o filme é estrelado por Sebastian Stan como Trump, Jeremy Strong como Cohn, Martin Donovan como o pai de Trump, Fred, e Maria Bakalova como a primeira esposa de Trump, Ivana.
Uma coprodução internacional entre Canadá, Dinamarca, Irlanda e Estados Unidos, o filme foi anunciado em maio de 2018, mas ficou parado até Abbasi, Stan e Strong se juntarem em 2023. Após estrear no 77º Festival de Cinema de Cannes em 20 de maio de 2024, e apesar de impressionar os críticos, gerando uma ovação de pé de oito minutos em Cannes, e "atenção febril da mídia", o filme lutou para encontrar distribuição americana devido ao seu assunto e uma tentativa da equipe jurídica de Trump de bloquear seu lançamento. A Briarcliff Entertainment acabou comprando os direitos e o lançou nos cinemas em 11 de outubro de 2024. O filme arrecadou US$ 17 milhões com um orçamento de US$ 16 milhões.
O filme recebeu elogios da crítica por sua atuação, direção e edição; Trump, por sua vez, descreveu-o como um "trabalho difamatório e politicamente repugnante" com a intenção de prejudicar sua campanha presidencial de 2024. Por suas atuações, Stan e Strong receberam indicações ao Oscar, Globo de Ouro e BAFTA de Melhor Ator e Ator Coadjuvante, respectivamente, com Strong também ganhando uma indicação ao SAG Award.

## Enredo
Em 1973, um jovem Donald Trump, após apontar várias pessoas ricas para seu encontro, conhece Roy Cohn, um advogado contencioso conhecido por processar os Rosenbergs, em um restaurante da cidade de Nova York. Trump reclama que o governo federal está investigando seu pai magnata imobiliário, Fred Trump, por discriminação contra inquilinos afro-americanos; Cohn se oferece para ajudar.
Depois que Cohn chantageia o promotor principal com fotos dele com um garoto de cabana, o promotor resolve o caso por pouco, apesar das evidências de discriminação racial. Trump eventualmente desce ainda mais na órbita de Cohn, vendo-o como um mentor melhor do que seu pai. Cohn ensina Trump sobre se vestir bem e relações com a mídia, e oferece suas "três regras": sempre atacar, nunca admitir irregularidades e sempre reivindicar vitória, mesmo se derrotado. Trump comparece a uma festa decadente de Cohn, onde ele entra em Cohn (cuja homossexualidade é um segredo aberto) tendo uma orgia.
Trump quer transformar o abandonado Commodore Hotel, no centro da cidade, perto do Estação Grand Central, em um Hyatt. Cohn, usando fitas de áudio de chantagem de autoridades, ajuda Trump a obter uma redução de impostos de US$ 160 milhões para o projeto, indignando os defensores dos pobres. Trump não pede permissão para construir a Fred, com quem tem um relacionamento tenso.
Trump desenvolve a luxuosa Trump Tower, menosprezando as conquistas menores de Fred, e a mídia começa a tratá-lo como um magnata bem-sucedido. Cohn critica sindicatos e rainhas do bem-estar social, apresentando-se como um guardião do espírito americano, enquanto ataca regras, moral e verdade. Durante a era Ronald Reagan, Trump diz que os Estados Unidos precisam ser mais fortes em vez de desrespeitados por nações estrangeiras. Trump e Roger Stone aprovam um dos slogans de Reagan, "Make America Great Again".
Contra o conselho de Cohn, Trump prossegue com alguns empreendimentos imobiliários, como o Trump Taj Mahal em Atlantic City, causando perdas. Fred tem vergonha de seu filho mais velho, Fred Jr., por se tornar um piloto de linha aérea com a Trans World Airlines, considerando isso semelhante a ser "um motorista de ônibus com asas". Fred Jr. entra em espiral no alcoolismo, descarrilando sua carreira, enquanto a família Trump se distancia de sua autodestruição, e ele eventualmente morre, devastando a família. Sua mãe, Mary Anne, fica agoniada com isso e com as tentativas de Donald de manipular a demência de seu pai para obter o controle da herança de seus irmãos para pagar dívidas crescentes.
Trump conhece a modelo tcheca Ivana Zelníčková, faz com que ela seja admitida em seu clube depois que ela é rejeitada, paga suas despesas e a persegue até Aspen, Colorado, onde ela modela, para convidá-la para um encontro. Eles eventualmente se casam. Ela se torna uma figura influente no sucesso da The Trump Organization. No entanto, Trump fica ressentido com Ivana ofuscando seu sucesso e diz a ela que não se sente mais atraído por ela (embora não mencione seus vários casos); ela reclama do aumento dos seios que ele pediu e o chama de gordo. Eles brigam e ele a estupra. Agora viciado em anfetaminas para ajudar a controlar seu peso, Donald é desencorajado de usá-las por seu médico, com quem ele discute sua obesidade e calvície. Trump tem relações contenciosas com o novo prefeito, Ed Koch.
Enquanto enfrenta a expulsão, Cohn desenvolve AIDS, mas nega publicamente. Seu amante Russell também desenvolve AIDS, e Cohn pede a Trump para hospedar Russell no Hyatt. Trump eventualmente despeja Russell, alegando que os hóspedes reclamaram, e se recusa a abordar Cohn, que repreende Trump na rua, chamando-o de fraude ingrata. Depois que Russell morre, Trump leva Cohn para a Flórida e comemora seu aniversário. Ele dá a Cohn abotoaduras de diamante da marca Trump, mas Ivana informa Cohn durante o jantar que os diamantes são imitações de zircônio. Quando o bolo chega, Roy chora e se desculpa da mesa.
Cohn morre em 1986. Trump passa por lipoaspiração e cirurgias de redução do couro cabeludo. Ele se encontra com o ghostwriter de sua autobiografia, The Art of the Deal, e reconta as três regras de Cohn como se fossem suas. Trump reflete sobre se tornar presidente, fala sobre a superioridade genética dos vencedores e discorre sobre sua grandeza enquanto olha para o horizonte de Nova York.

## Elenco
- Sebastian Stan como Donald Trump
- Jeremy Strong como Roy Cohn
- Maria Bakalova como Ivana Trump
- Martin Donovan como Fred Trump Sr.
- Catherine McNally como Mary Anne Trump
- Charlie Carrick como Fred Trump Jr.
- Ben Sullivan como Russell Eldridge
- Jason Blicker como George Steinbrenner
- Mark Rendall como Roger Stone
- Joe Pingue como Anthony Salerno
- Bruce Beaton como Andy Warhol
- Ian D. Clark como Ed Koch
- Tom Barnett como Rupert Murdoch
- Stuart Hughes como Mike Wallace

## Produção
O filme foi anunciado pela primeira vez em maio de 2018. Gabriel Sherman, que cobriu a campanha presidencial de Donald Trump em 2016 como jornalista, foi anunciado como escritor do roteiro. Sherman queria contar a "história de origem" de Donald Trump depois de falar sobre o relacionamento entre Trump e Roy Cohn com "pessoas que trabalharam para Trump desde os anos 80". Durante essas conversas, Sherman aprendeu como Cohn foi mentor de Trump, que durante sua campanha de 2016, empregou "estratégias" que lhe foram ensinadas por Cohn. Em 2022, Sebastian Stan assinou para interpretar Donald Trump. Para se preparar para o papel durante a pré-produção, Stan ouviu fitas da voz de um Trump mais jovem, falou com amigos com um fone de ouvido em seu ouvido da voz de Trump e fez tarefas diárias como escovar os dentes, fazer compras de supermercado e dormir pensando no então ex-presidente dos Estados Unidos, até mesmo praticando como sua boca se move como alguns membros do elenco do Saturday Night Live, tendo um talento para imitar as pessoas desde a infância. Além disso, Stan pensou em como lhe foi dito sobre o Sonho Americano quando, após se mudar da Romênia para os Estados Unidos, sua mãe o levou para ver os arranha-céus da cidade de Nova York.
Em outubro de 2023, Ali Abbasi foi confirmado para se juntar ao filme como diretor e, como relatado inicialmente, co-roteirista. No entanto, foi confirmado mais tarde que Sherman seria o único escritor do filme. De acordo com Abbasi, os produtores compartilharam o roteiro com vários cineastas, incluindo Paul Thomas Anderson e Clint Eastwood, que recusaram a oferta para dirigir, vendo o filme como um "risco comercial". Em antecipação às filmagens, Stan consumiu sanduíches de manteiga de amendoim e geleia e Coca-Colas para ganhar peso. Quando o filme foi temporariamente suspenso, ele começou a ganhar massa muscular para reprisar seu papel como Bucky Barnes no filme Thunderbolts* do Universo Cinematográfico Marvel (MCU), mas teve que reverter o curso frustrantemente quando a produção da Marvel Studios também foi suspensa devido à greve dos roteiristas dos Estados Unidos e à greve da SAG-AFTRA de 2023. O filme começou a ser filmado em novembro de 2023 em Toronto, onde Stan, Strong e Bakalova foram anunciados como os papéis principais. As filmagens terminaram em 28 de janeiro de 2024. Em fevereiro de 2024, foi anunciado que Martin Donovan se juntou ao elenco interpretando Fred Trump. O filme é uma produção conjunta do Canadá, Dinamarca, Irlanda e Estados Unidos.
Em outubro de 2024, Abbasi descreveu o filme como "um filme sobre um ser humano". Strong o caracterizou como "um interrogatório e investigação humanística dessas pessoas. Ali não está fazendo The Great Dictator — não é uma farsa, não é um desenho animado. Estamos tentando segurar um espelho para este mundo e esses indivíduos e tentar entender como chegamos aqui."

## Lançamento
The Apprentice foi inscrito no Festival de Cinema de Cannes de 2024, realizado de 14 a 25 de maio de 2024. Foi incluído na competição pela Palm d'Or em abril de 2024, ao lado de outros 18 filmes, e teve sua estreia mundial em 20 de maio de 2024, no festival. Também foi exibido no 51º Festival de Cinema de Telluride em 31 de agosto de 2024, e no Festival de Cinema de Londres de 2024 em 15 de outubro de 2024.
O StudioCanal adquiriu os direitos de distribuição do filme no Reino Unido e na Irlanda antes de sua estreia mundial em Cannes. Em junho de 2024, após muita dificuldade em encontrar um distribuidor nacional devido a preocupações com seu conteúdo, bem como uma tentativa da equipe jurídica de Trump de bloquear seu lançamento, a Briarcliff Entertainment de Tom Ortenberg foi relatada como estando perto de adquirir os direitos de distribuição nos Estados Unidos para um lançamento no outono de 2024, um acordo que foi confirmado em agosto de 2024. O filme foi distribuído na Austrália pela Madman Films.
Em 3 de setembro de 2024, uma campanha de financiamento coletivo no Kickstarter foi lançada para ajudar a prolongar o lançamento do filme nos cinemas nos Estados Unidos, com recompensas incluindo adereços usados no filme e ingressos VIP para assistir à estreia do filme na cidade de Nova York.
O primeiro trailer do filme foi lançado em 10 de setembro de 2024, coincidindo com o debate presidencial entre Trump e Kamala Harris.
The Apprentice foi lançado nos cinemas na Austrália em 10 de outubro de 2024, e nos EUA em 11 de outubro, com custos de marketing limitados (incluindo nenhum comercial de TV). O filme foi lançado em vídeo premium sob demanda (PVOD) em 1º de novembro de 2024.

## Recepção

### Bilheteria
Nos Estados Unidos e Canadá, The Apprentice foi lançado junto com Terrifier 3, Piece by Piece, My Hero Academia: You're Next e a ampla expansão de Saturday Night, e foi projetado para arrecadar US$ 1–3 milhões em 1.740 cinemas em seu fim de semana de estreia. O filme arrecadou US$ 590.000 em seu primeiro dia, incluindo US$ 150.000 nas prévias de quinta-feira à noite. Ele estreou com US$ 1,6 milhão, terminando em 10º lugar. Anthony D'Alessandro, do Deadline Hollywood, disse que a Briarcliff Entertainment lutou para comercializar o filme por causa de um gasto limitado de marketing, apesar de suas controvérsias com o ex-presidente; o iSpot, que rastreia comerciais de TV, disse que não havia comerciais registrados para The Apprentice, e os trailers de cinema que deveriam ser anexados a Wolfs foram reduzidos depois que o filme reduziu seu lançamento. Além disso, Briarcliff não conseguiu começar a reservar cinemas e promover totalmente o filme até o fim de semana do Dia do Trabalho, o que complicou seu lançamento.

### Resposta crítica
No site agregador de resenhas Rotten Tomatoes, 82% das 239 avaliações dos críticos são positivas, com uma classificação média de 6,9/10. O consenso do site diz: "Em vez de examinar seu assunto, The Apprentice dá a Sebastian Stan a chance de brilhar em uma incursão simplista, mas divertida, no mundo de um jovem Trump." O Metacritic, que usa uma média ponderada, atribuiu ao filme uma pontuação de 64 em 100, com base em 54 críticos, indicando avaliações "geralmente favoráveis". O público pesquisado pelo CinemaScore deu ao filme uma nota média de "B–" em uma escala de A+ a F, enquanto os pesquisados pelo PostTrak deram a ele uma pontuação geral positiva de 71%, com 46% dizendo que definitivamente o recomendariam. No AlloCiné, o filme recebeu uma classificação média de 3,6 de 5, com base em 30 avaliações de críticos franceses.
David Rooney, no The Hollywood Reporter, elogiou as performances de Sebastian Stan e Jeremy Strong no filme com Stan "indo além da personificação para capturar a essência do homem". Além da representação de Trump e Cohn, Rooney escreve que o filme examina a ascensão do pensamento de "vencedores" e "perdedores" na vida americana, do cinismo dos anos Nixon à ascensão da ganância corporativa durante a presidência de Reagan na década de 1980. Kevin Maher, do The Times, deu ao filme 4/5 estrelas, escrevendo: "Este é o filme de Donald Trump que você nunca soube que precisava: cheio de sentimento compassivo, mas implacável na análise." James Croot, do Stuff, também deu ao filme 4/5 estrelas, chamando-o de "um conto envolvente de mentor-pupilo (à la The Color of Money ou Wall Street: Money Never Sleeps) que mostra duas performances, francamente, incríveis."
Peter Bradshaw, do The Guardian, deu ao filme 2/5 estrelas, escrevendo: "O diretor Ali Abbasi nos deu monstros fascinantes no passado com Holy Spider e Gräns, mas a monstruosidade aqui é quase sentimental, um desenho animado copiado de muitas outras tomadas satíricas de Trump e ecos proféticos conscientes de seu futuro político."

### Questões legais
Trump descreveu o filme como "um trabalho barato, difamatório e politicamente repugnante" e descreveu os envolvidos nele como "escória humana".
O bilionário Dan Snyder, ex-proprietário do time de futebol americano Washington Commanders, investiu dinheiro na produção de The Apprentice com a impressão de que o filme seria um retrato positivo de Trump. Snyder é um amigo próximo de Trump que doou US$ 1,1 milhão para seu comitê inaugural e para o Comitê da Vitória de Trump em 2016 e US$ 100.000 para sua campanha presidencial de 2020. Depois de ver um corte do filme em fevereiro de 2024, Snyder teria ficado furioso, e os advogados da produtora Kinematics, apoiada por Snyder, tentaram impedir o lançamento do filme.
O filme inclui cenas polêmicas, incluindo aquelas que retratam Trump violentamente estuprando sua primeira esposa, Ivana, abusando de anfetaminas para perder peso e passando por lipoaspiração e cirurgia plástica para remover uma calvície. A cena do estupro foi baseada em registros de divórcio. Em um depoimento sob juramento, prestado durante o processo de divórcio, Ivana acusou Donald de estupro e de arrancar seu cabelo com um punhado quando sua cirurgia plástica para alterar sua linha do cabelo falhou. Em 2015, Ivana Trump emitiu uma declaração esclarecendo alegações anteriores feitas durante seu processo de divórcio de 1989. Ela alegou que seu uso do termo "estupro" não foi feito em um sentido literal ou criminoso e foi feito durante um momento de grande emoção, afirmando que "Donald e eu somos os melhores amigos, e juntos criamos três filhos que amamos e dos quais temos muito orgulho. Não tenho nada além de carinho por Donald, e desejo a ele boa sorte em sua campanha. [...] Recentemente, li alguns comentários atribuídos a mim de quase 30 anos atrás, em um momento de grande tensão durante meu divórcio de Donald. A história é totalmente sem mérito. Donald e eu somos os melhores amigos e ele nunca me estupraria." Sherman citou a biografia de Trump Lost Tycoon: The Many Lives of Donald J. Trump, de Harry Hurt, como a principal fonte do uso de anfetaminas por Trump e disse: "Houve outros relatos ao longo dos anos de que Trump, nos anos 80, tomou essas pílulas que são essencialmente anfetaminas, e elas meio que lhe dão energia maníaca... Sempre foi uma das explicações para o porquê de ele ter entrado nessa farra de fazer negócios... Senti que era um dos temas do filme — à medida que Trump ganha mais poder, ele perde o contato com sua própria humanidade. Pensei nas pílulas de dieta como se ele estivesse tentando desenvolver esse superpoder de nunca precisar dormir."
Em 20 de maio de 2024, a Variety informou que Steven Cheung, o diretor de comunicações da campanha presidencial de Trump em 2024, ameaçou tomar medidas legais sobre o filme. Em 24 de maio, a Variety informou que os advogados de Trump enviaram uma carta de cessação e desistência aos cineastas, buscando bloquear "todo o marketing, distribuição e publicação do filme". Os produtores do filme responderam à carta emitindo uma declaração dizendo: "O filme é um retrato justo e equilibrado do ex-presidente. Queremos que todos o vejam e depois decidam".
Posteriormente, Abbasi ofereceu-se para exibir o filme a Trump, acreditando que ele poderia aprovar a representação que ele faria dele. Ele também disse que filmes realistas precisam ser produzidos sobre a ameaça do fascismo.
Em setembro de 2024, Dan Snyder e sua produtora Kinematics venderam sua participação no filme, citando diferenças criativas. Snyder teria sido motivado a sair por causa do retrato nada lisonjeiro e controverso da figura central do filme. A participação foi adquirida por James Shani e sua produtora Rich Spirit, que já estava envolvida no filme com um investimento original de US$ 500.000.